# Озерная (река, впадает в Охотское море)
Озерная — река на полуострове Камчатка в России. Протекает по территории Усть-Большерецкого района Камчатского края. Вытекает из озера Курильского, протекает в широтном направлении, впадает в Охотское море.
В бассейне реки находятся посёлки Озерновский и Запорожье — крупные центры рыбодобывающей промышленности. На реке также расположена станция ТИНРО, наблюдающая за нерестом лосося и следящая за развитием его молоди. На притоке — реке Паужетке — расположена старейшая в России Паужетская ГеоЭС.

## Физико-географическая характеристика
Длина реки составляет 48 км, площадь водосборного бассейна — 1030 км². Вытекая из Курильского озера на высоте 81 м НУМ, в верхнем течении Озерная имеет одно основное русло, в нижнем течении местами распадается на рукава с образованием речных островов. На отдельных участках ширина реки достигает 100 метров, глубина составляет от 0,7 до 3 метров. Протекая преимущественно в западном направлении, впадает в Охотское море с образованием эстуария.
При малой площади бассейна, близ устья среднегодовой расход воды реки достигает 30 м³/с. Большой модуль стока Озерной обеспечивается значительным количеством осадков в этом районе, что обусловлено как географическим положением вблизи Тихого океана на юге Камчатки, так и гористой орографией бассейна. Годовая сумма осадков на Курильском озере составляет 1400 мм, а в горных районах может значительно превышать этот показатель. Так как отдельные источники указывают, что в этом регионе модуль стока рек составляет 50—65 л/сек/км², то годовая сумма осадков в местах с благоприятным рельефом может достигать величин порядка 2500 мм. Согласно существующим гидрографическим данным по Озерной, её модуль стока имеет в два раза ме́ньшую величину и составляет приблизительно 28 л/сек/км². Таким образом, потому как осадки в основном выпадают осенью, то они в основном выпадают в виде снега в горах, который стаивает следующим летом без образования крупных ледников.
Горный ландшафт бассейна реки имеет вулканическое происхождение и носит название Паужетской кальдеры или Паужетского вулкано-кальдерного комплекса, который включает в себя несколько действующих вулканов. Курильское озеро, верхняя часть русла Озерной и её притоки лежат в пределах этого вулканического района, благодаря чему здесь часто проявляется геотермальная активность, в том числе в виде горячих источников. Некоторые из них имеют собственные названия — Озерновские, Паужетские горячие источники и Белые водопады. Последние представляют собой скопление родников холодной воды с незначительно повышенной температурой 4,7 °C и имеют статус памятника природы.
Отличительной чертой Озерной является отсутствие ледостава зимой — река замерзает только в эстуарии устья. Поскольку она имеет значительный геотермальный приток и постоянное быстрое течение на всём своём протяжении, в холодное время года лед не образуется. Свою роль в этом играет и исток реки в Курильском озере, так как он обеспечивает приток более теплой воды из глубоких слоёв озера, препятствуя тем самым образованию льда зимой.
В целом, сочетание геотермального притока, подземного притока и притока из озера приводит к сглаженному режиму реки или к повышенному уровню воды во время зимней межени. Полноводный период на реке начинается в апреле, когда с гор начинает стекать талая вода, и продолжается 100—130 дней до следующей осени. Основными притоками Озерной являются реки Паужетка, Каюк и Шумная.

## Исторические сведения
Впервые русские путешественники достигли бассейна реки в 1697 году, тогда В. В. Атласов вероятно именно её назвал Каланской. В первом десятилетии XVIII века река начинает наноситься на карты под современным названием. В 1738 году детальное описание Озерной оставил С. П. Крашенинников.
В своей книге «Описание земли Камчатки» (1755 г.) Крашенинников сообщает следующие предания курильцев, связанные с рекой, её истоковым озером и близлежащим Курильским островом:
В Стеллеровом описании находится о Алаиде следующая басня, которую ему рассказывали курильцы, живущие около великого Курильского озера: будто помянутая гора стояла прежде сего посреди объявленного озера; и понеже она вышиною своею у всех прочих гор свет отнимала, то оные непрестанно на Алаид негодовали и с ней ссорились, так что Алаид принуждена была от неспокойства удалиться и стать в уединении на море; однако в память своего на озере пребывания оставила она своё сердце, которое по курильски Учичи также и Нухгунк, то есть пупковой, а по русски Сердце камень называется, которой стоит посреди Курильского озера, и имеет коническую фигуру. Путь её был тем местом, где течёт река Озёрная, которая учинилась при случае оного путешествия: ибо как гора поднялась с места, то вода из озера устремилась за нею, и проложила себе к морю дорогу. И хотя, пишет автор, молодые люди тому смеются, однако старики и женщины почитают всё вышеписанное за истинну, почему о удивительных их воображениях рассуждать можно.
Весной 1721 года была произведена первая гидрографическая съёмка прибрежного района реки, а в 1740 году была составлена её детальная карта.
23 октября 1753 года в устье реки разбился пакетбот «Святой Иоанн Креститель», построенный в Охотске в 1740-х годах.
30 мая 1904 года близ устья Озерной высадился японский десант численностью до 150 человек с двумя орудиями. Основав здесь два укреплённых лагеря, японцы захватили и разграбили близлежащее село Явино. Регулярных русских воинских частей тогда на полуострове не было, противостоять оккупантам смогло вновь созданное камчатское ополчение. 22 июля русский отряд численностью в 88 бойцов атаковал и разгромил японский десант, командир которого был захвачен в плен, а остатки спаслись бегством на шхунах на Курилы.
В 1907 году на южной приустьевой косе С. Грушецким был построен рыбоконсервный завод и вместе с ним посёлок Озерновский. В то же время в нескольких километрах выше по течению было основано село Запорожье, которое впоследствии было перенесено ближе к устью Озерной, напротив Озерновского, с которым ныне связано мостом.
В ходе демографических процессов конца XX столетия в устье Озёрной образовалось самое большое в России место компактного проживания айнов (село Запорожье), исторически происходящих с Курильских островов.

## Данные водного реестра
По данным государственного водного реестра России относится к Анадыро-Колымскому бассейновому округу. Код водного объекта — 19080000212120000024514.